# SN 2007gq
SN 2007gq – supernowa odkryta 11 sierpnia 2007 roku w galaktyce NGC 4541. W momencie odkrycia miała maksymalną jasność 16,60m.